# Saitis leighi
Saitis leighi is een spinnensoort in de taxonomische indeling van de springspinnen (Salticidae).
Het dier behoort tot het geslacht Saitis. De wetenschappelijke naam van de soort werd voor het eerst geldig gepubliceerd in 1903 door Elizabeth Maria Gifford Peckham & George William Peckham.